# Midori (biblioteca)
midori es una ligera biblioteca JavaScript cuyo objetivo es facilitar el desarrollo de aplicaciones web que hagan uso de JavaScript. Es desarrollada por Aycan Gulez.

## Características
- Selección de elementos DOM usando selectores CSS.
- Pestañas.
- Arrastrar y soltar.
- Efectos.
- Menús.
- Soporte AJAX con historial.
- Autocompletado.
- Edición inline.
- Selección de filas de tablas.
- Métodos de utilidad para DOM, cookies, formularios, strings y arrays.

## Uso
midori consta de 10 módulos en un único archivo escrito en JavaScript. Puede ser incluido dentro de cualquier página web usando el siguiente código:
```
<
script
 
type
=
"text/javascript"
 
src
=
"path/to/midori.js"
></
script
>

```

midori permite el uso de sintaxis CSS estándar para acceder a los elementos DOM y soporta la mayor parte de selectores CSS2 y CSS3. Existen tres formas de trabajar:
- Pasando código JavaScript para modificar una propiedad, usando el método apply():

```
// Sets the background color of all the cells in even rows to "yellow" in the "cities" table

midori
.
get
(
'#cities tr:nth-child(even) td'
).
apply
(
'style.backgroundColor = "yellow"'
);

```

- Pasando una función con un parámetros para operaciones más complejas, usando de nuevo el método apply()

```
// Marks the cells whose values are 12 or bigger in the "cities" table

midori
.
get
(
'#cities td'
).
apply
(
function
 
(
o
)
 
{

   
if
 
(
parseInt
(
o
.
innerHTML
)
 
>=
 
12
)
 
o
.
style
.
backgroundColor
 
=
 
'red'
;

}
 
);

```

- Acceder directamente al array devuelto con midori.get() también es posible:

```
// Returns the first div element

var
 
firstDiv
 
=
 
midori
.
get
(
'div'
)[
0
];

```